# Sinde Filipe
José Sinde Filipe, mais conhecido por Sinde Filipe ComIH (Arganil, Coja, 17 de maio de 1937) é um actor, declamador e encenador teatral português. Em 2021 foi premiado pela Academia Portuguesa de Cinema com o Sophia de Carreira.

## Biografia
José Sinde Filipe nasceu a 17 de maio de 1937 em Coja, freguesia de Arganil (distrito de Coimbra).
Estudante da Faculdade de Direito da Universidade de Coimbra, abandonou os estudos em prol do teatro. Iniciou-se no Círculo de Iniciação Teatral da Academia de Coimbra, que ajudou a fundar, e estreou-se profissionalmente no Teatro Experimental do Porto, sob a direcção de António Pedro. Na mesma companhia interpretou sobretudo autores portugueses, como Raul Brandão, Bernardo Santareno e Miguel Torga.
Graças a uma bolsa da Fundação Calouste Gulbenkian estabeleceu-se em França, onde estudou Encenação no Centre Dramatique de L' Est. Foi ainda aluno de Marcel Marceau, Jacques Lecoq e René Simon. Daí foi para o Brasil, em 1962, onde dirigiu, entre outras, a peça As Visões de Simone Marchad (Brecht), no Teatro da Bela Vista (em São Paulo).
Regressou a Lisboa para ingressar na companhia Rey Colaço-Robles Monteiro, sediada no Teatro Nacional D. Maria II. É dispensado por causa de um incêndio que deflagrou, enquanto ensaiava uma peça. Entretanto encena e interpreta duas peças proibidas pela censura, Sob Vigilância de Jean Genet e A Oração de Fernando Arrabal. Regressa novamente à companhia de Amélia Rey Colaço, permanecendo no elenco fixo, onde representa peças de Calderón de la Barca, Durrenmatt, Pirandello ou Harold Pinter. Passou depois pelas companhias residentes do Teatro São Luiz, Teatro Maria Matos, Teatro Villaret, A Barraca e Companhia de Laura Alves.
No cinema é de salientar a colaboração com António de Macedo que o fez estrear em Sete Balas para Selma (1967). Trabalhou depois com Joaquim Leitão, José Sá Caetano, Vítor Gonçalves ou José Fonseca e Costa, para além de várias co-produções internacionais. Assinou também a realização de algumas curtas metragens, como O Piano (1973), O Leproso (1975), A Cama (1975) e A Igreja Profanada (1976).
Com a entrada para o novo milénio, Sinde Filipe tornou-se mais conhecido junto do grande público ao participar em várias
telenovelas (Os Lobos (1998), A Lenda da Garça (1999), Ajuste de Contas (2000), Olhos de Água (2001), O Olhar da Serpente (2002), Amanhecer (2002), Queridas Feras (2004), Ninguém Como Tu (2005), Fala-me de Amor (2006), Floribella (2007), Resistirei (2007), Podia Acabar o Mundo (2008), Sentimentos (2009), Laços de Sangue (2010) ou Belmonte (2014)) e várias séries televisivas, como O Último Tesouro (2011), Liberdade 21 (2011), ou Pai à Força (2009) que lhe valeu, tal como a Pêpê Rapazote, uma nomeação, em 2001, para uma Golden Nymph, para melhor actor numa Série Dramática, no Festival de Télévision de Monte-Carlo.
Em 2016, teve um grande regresso ao cinema no filme Zeus, de Paulo Filipe Monteiro, um biopic em que interpretou o escritor e presidente da república Manuel Teixeira Gomes, tendo ganho vários prémios. 
Recitador de poesia, lançou um álbum com a poesia de Fernando Pessoa.
É pai do músico e musicólogo Laurent Filipe.

## Prémios e Reconhecimento
Sinde Filipe recebeu o Prémio Bordalo (1967), ou Prémio da Imprensa, entregue pela Casa da Imprensa em 1966, na categoria "Cinema", que também distinguiu a actriz Isabel Ruth, o filme Mudar de Vida e a  curta-metragem Crónica do Esforço Perdido.
Com o filme Zeus, ganhou os prémios de Melhor Actor no 4th Indian Cine Film Festival-16, Mombai; Melhor Actor no Festival XXII Caminhos do Cinema Português; Melhor Interpretação Masculina no 14eme Festival Cinéma et Migrations Agadir. E foi nomeado em 2018 para os Globos de Ouro como Melhor Actor de Cinema, assim como Melhor Actor para os Prémios Autores, da Sociedade Portuguesa de Autores e Melhor Actor Principal nos Prémios Áquila. 
Foi condecorado por Marcelo Rebelo de Sousa, Presidente da República Portuguesa, com as com as insígnias de Comendador da Ordem do Infante D. Henrique, em 28 de setembro de 2021.

## Teatro
| Ano  | Título                         | Teatro                       |
| ---- | ------------------------------ | ---------------------------- |
| 1958 | Mar                            | Teatro Experimental do Porto |
| 1961 | A Cova de Salamanca            | TV                           |
| 1966 | Pedro, o Cru                   | TV                           |
| 1972 | O Pensamento                   | TV                           |
| 1974 | Platonov                       | TV                           |
| 1989 | Esta Noite Sonhei com Brueghel | TV                           |
| 2014 | Pobre milionário               | [ 2 ]                        |

## Filmografia

### Cinema
| Ano  | Título                              | Funções                       | Ref.         |
| ---- | ----------------------------------- | ----------------------------- | ------------ |
| 1960 | O Viúvo Alegre                      | Actor                         | [ 3 ]        |
| 1967 | Sete Balas para Selma               | Actor                         | [ 3 ] [ 10 ] |
| 1973 | O Piano (Curta-metragem)            | Narrador Realizador           | [ 3 ] [ 10 ] |
| 1973 | A Promessa                          | Actor                         | [ 3 ] [ 10 ] |
| 1975 | A Cama (Curta-metragem)             | Argumentista Realizador       | [ 3 ] [ 10 ] |
| 1975 | O Leproso (Curta-metragem)          | Realizador                    | [ 3 ] [ 10 ] |
| 1975 | Um Roubo (Curta-metragem)           | Realizador                    | [ 10 ]       |
| 1975 | O Princípio da Sabedoria            | Actor                         | [ 3 ]        |
| 1976 | A Pastora (Curta-metragem)          | Produtor Realizador           | [ 3 ] [ 10 ] |
| 1976 | A Igreja Profanada (Curta-metragem) | Actor Argumentista Realizador | [ 3 ] [ 10 ] |
| 1978 | O Milagre                           | Realizador                    | [ 3 ]        |
| 1978 | O Viúvo                             | Actor                         | [ 3 ]        |
| 1980 | A Culpa                             | Actor                         | [ 3 ] [ 10 ] |
| 1981 | Dina e Django                       | Actor                         | [ 3 ] [ 10 ] |
| 1983 | Um S Marginal                       | Actor                         | [ 3 ] [ 10 ] |
| 1986 | Azul, Azul                          | Actor                         | [ 3 ] [ 10 ] |
| 1988 | Voltar (Telefilme)                  | Actor                         | [ 3 ] [ 10 ] |
| 1988 | Os Emissários de Khalôm             | Actor                         | [ 3 ] [ 10 ] |
| 1988 | Meia Noite                          | Actor                         | [ 3 ]        |
| 1989 | Torquemada                          | Actor                         | [ 3 ]        |
| 1996 | O Judeu                             | Actor                         | [ 3 ] [ 10 ] |
| 1996 | Cinco Dias, Cinco Noites            | Actor                         | [ 3 ] [ 10 ] |
| 1997 | Fátima (Telefilme)                  | Actor                         | [ 3 ] [ 10 ] |
| 2000 | Amo-te Teresa (Telefilme)           | Actor                         | [ 3 ] [ 10 ] |
| 2010 | Amor Cego (Curta-metragem)          | Actor                         | [ 3 ] [ 10 ] |
| 2016 | Histórias de Alice                  | Actor                         | [ 3 ]        |
| 2016 | Zeus                                | Actor                         | [ 3 ] [ 10 ] |

### Televisão
| Ano       | Projeto                            | Personagem                        | Ref.  |
| --------- | ---------------------------------- | --------------------------------- | ----- |
| 1985      | Antônio Maria                      | Antônio Maria                     | [ 3 ] |
| 1998      | Os Lobos                           | Lourenço Lobo                     | [ 3 ] |
| 1999      | A Lenda da Garça                   | José Faria de Castro              | [ 3 ] |
| 2000      | Ajuste de Contas                   | Mário                             | [ 3 ] |
| 2001      | Olhos de Água                      | Henrique Costa Negrão             | [ 3 ] |
| 2001      | Anjo Selvagem                      | Afonso Azevedo Gonçalves          |       |
| 2002      | O Olhar da Serpente                | Laurent Duvallier                 | [ 3 ] |
| 2002/2003 | Amanhecer                          | Artur                             | [ 3 ] |
| 2004      | Queridas Feras                     | Henrique Travassos                | [ 3 ] |
| 2004      | Inspector Max                      | Nuno Cerveira                     | [ 3 ] |
| 2005      | Ninguém Como Tu                    | Luciano Gaspar dos Santos         | [ 3 ] |
| 2006      | Fala-me de Amor                    | Carlos Almada                     | [ 3 ] |
| 2007      | Floribella                         | Jonas VI                          | [ 3 ] |
| 2007      | Resistirei                         | Peres Castilho                    | [ 3 ] |
| 2008      | Podia Acabar o Mundo               | Dr. Botelho                       | [ 3 ] |
| 2008      | Pai à Força                        | Álvaro                            | [ 3 ] |
| 2009      | Sentimentos                        | Aníbal Gouveia                    | [ 3 ] |
| 2010      | Cidade Despida                     | Vasco Assis da Costa              | [ 3 ] |
| 2010      | A Noite do Fim do Mundo            | Capitão                           | [ 3 ] |
| 2010      | Laços de Sangue                    | Frederico Caldas Ribeiro          | [ 3 ] |
| 2011      | Liberdade 21                       |                                   | [ 3 ] |
| 2011      | O Último Tesouro                   | Raul Monteiro                     | [ 3 ] |
| 2012      | Crónica de Uma Revolução Anunciada | Comandante (Telefime)             | [ 3 ] |
| 2013      | O Bairro                           | Gonçalves (Telefime)              | [ 3 ] |
| 2013      | Mundo ao Contrário                 | Aníbal Malta                      | [ 3 ] |
| 2014      | Belmonte                           | Bernardo Vasconcelos de Constança | [ 3 ] |
| 2018      | Alma e Coração                     | Miguel Arriaga                    |       |
| 2019      | Na Corda Bamba                     | Gaspar Lobo                       |       |
| 2020      | Amar Demais                        | Jaime                             |       |
| 2021-23   | Para Sempre                        | Tibério Novais                    |       |